# František Stehlík
František Stehlík (18. září 1904 Praha – 10. června 1939) byl český fotbalista, obránce, reprezentant Československa.

## Fotbalová kariéra
Za československou reprezentaci odehrál 13. června 1926 své jediné utkání a to se Švédskem, které skončilo remízou 2:2. Gól v reprezentaci nedal. V československé lize hrál za Viktorii Žižkov, ČAFC Vinohrady a SK Čechie Karlín. Nastoupil v 62 ligových utkáních a dal 1 gól. Ve Středoevropském poháru nastoupil v 5 utkáních.

## Ligová bilance
| Ročník                                       | Zápasy | Góly | Klub               |
| -------------------------------------------- | ------ | ---- | ------------------ |
| Asociační liga 1925                          | 3      | 0    | SK Viktoria Žižkov |
| Středočeská 1. liga 1925/26                  | 22     | 0    | SK Viktoria Žižkov |
| Kvalifikační soutěž Středočeské 1. ligy 1927 | -      | 0    | SK Viktoria Žižkov |
| Středočeská 1. liga 1927/28                  | -      | 0    | SK Viktoria Žižkov |
| Středočeská 1. liga 1928/29                  | -      | 0    | SK Viktoria Žižkov |
| 1. asociační liga 1929/30                    | -      | 0    | SK Viktoria Žižkov |
| 1. asociační liga 1929/30                    | -      | 0    | ČAFC Vinohrady     |
| 1. asociační liga 1930/31                    | 1      | 0    | SK Viktoria Žižkov |
| 1. asociační liga 1931/32                    | -      | 1    | SK Čechie Karlín   |
| CELKEM 1. liga                               | 62     | 1    |                    |